# Octopussy (film)

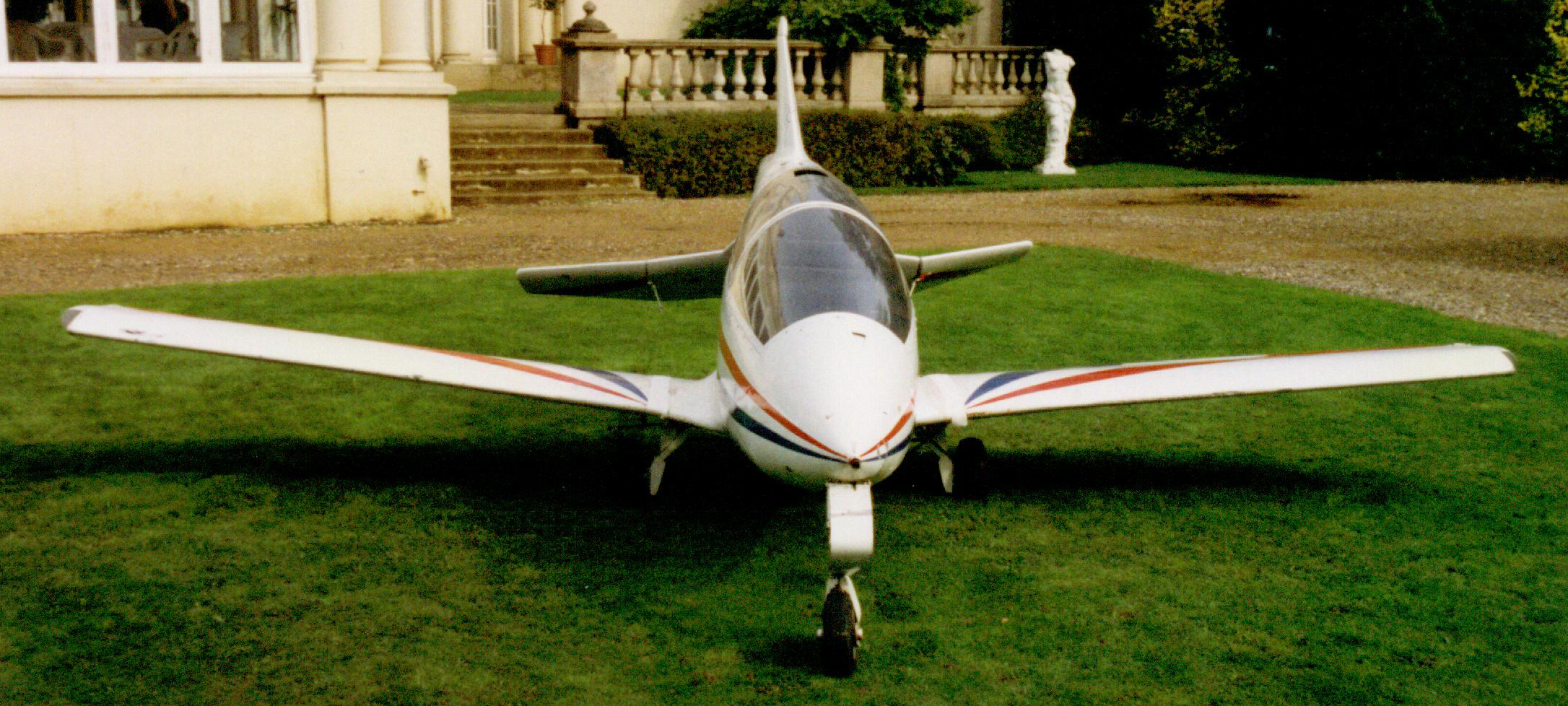
Acrostar, een van de gadgets in Octopussy

Octopussy is de dertiende James Bondfilm geproduceerd door EON Productions, met voor de zesde keer Roger Moore als James Bond.
De film kwam in hetzelfde jaar uit als de niet van EON Productions Bondfilm Never Say Never Again met Sean Connery als James Bond. Connery speelde eerder al in een aantal Bondfilms, wat leidde tot een felle concurrentiestrijd.
De film kwam voor het eerst uit op 6 juni 1983 en werd tussen 10 augustus 1982 en 25 januari 1983 op verschillende locaties opgenomen. Het budget werd geschat op 27,5 miljoen dollar. De film verdiende zichzelf ruim terug: hij bracht wereldwijd bijna 190 miljoen Amerikaanse dollar op. Roger Moore ontving 4 miljoen dollar voor zijn werk aan deze film.

## Battle of the Bonds
In hetzelfde jaar dat de film uitkwam, kwam ook de concurrerende Bondfilm Never Say Never Again in de bioscoop. Dit had te maken met een jarenlange juridische strijd over de filmrechten van Thunderball. Omdat beide films met elkaar moesten concurreren sprak men van de Battle of the Bonds.
Aangezien Roger Moore zelf geen zin meer had om Bond te spelen en hij eigenlijk ook te oud gevonden werd, ging men op zoek naar een nieuwe acteur. De Amerikaanse acteur James Brolin had de rol bijna gekregen, totdat Moore op het laatste moment bekendmaakte nog even door te gaan. De makers van de film waren hier blij mee, omdat voor de concurrerende film de bekende Bondacteur Sean Connery werd gestrikt. 
Het verhaal gaat dat de film oorspronkelijk The Property of a Lady had zullen heten, maar om de concurrentie met die andere Bondfilm aan te gaan werd een prikkelender titel gezocht. Toen Roger Moore in een interview stelde dat de film Octopussy  ging heten, werd hij niet eens serieus genomen. Ook al was de titel wat grof, deze sprak wel aan.
Ook op de posters deed men erg zijn best om de film extra aan te prijzen. Uiteindelijk zou Octopussy toch succesvoller blijken dan de concurrerende film. Octopussy bracht met een kleiner budget meer geld op in de bioscopen.

## Verhaal
De proloog van de film speelt zich af in een Latijns-Amerikaans land. 007 betreedt een militaire basis, alwaar hij een bom plaatst bij een speciaal radar-/codevliegtuig. Bond wordt betrapt en gearresteerd, maar ontsnapt onderweg als een vrouwelijke collega de aandacht van de bewakers afleidt. Bond vliegt vervolgens weg in een klein vliegtuigje, maar krijgt een hittezoekende raket achter zich aan. Hij weet aan de raket te ontkomen met diverse capriolen en duikt door de hangar heen die vervolgens opgeblazen wordt door de raket. Door de vlucht raakt zijn brandstof op en zien we de beroemde scène waarin hij droog komt te staan bij een benzinepomp.
Direct na de titel belanden we in Oost-Berlijn, waar een clown op de vlucht is voor twee messenwerpende tweelingbroers. Uiteindelijk gooien ze bij een sluis een mes in zijn rug en raakt hij te water. Hij strompelt aan land en loopt naar de Britse ambassade. Hier valt hij dood neer, dwars door een raam, waarbij hij een gouden ei laat vallen.
James Bond krijgt de opdracht de zaak te onderzoeken. De clown bleek geheim agent 009 te zijn en het gouden ei bleek een vervalst Fabergé-ei te zijn. Het echte ei, het Kroningsei, wordt in Londen geveild. Samen met kunstexpert Jim Fanning van MI6 gaat Bond naar de veiling. Daar valt het hem al snel op dat een zekere Kamal Khan, een verbannen Afghaanse prins, het ei per se wil kopen. Hij biedt, opgejaagd door Bond, zelfs over zijn limiet heen. Bond wisselt het ei tijdens de veiling om voor het valse ei. Khan koopt het uiteindelijk voor een half miljoen pond. Hij verlaat, uiteraard geschaduwd, de veiling en pakt het vliegtuig terug naar India.
Bond vertrekt ook naar India met het echte ei, waar hij de plaatselijke agent Vijay ontmoet. Tijdens een spelletje backgammon tegen Khan, zet Bond het echte ei in. Hij gooit met de verzwaarde dobbelstenen van Khan en wint de pot. Khan stuurt meteen zijn rechterhand Gobinda achter Bond aan met een groep moordenaars. Bond en Vijay slagen er echter in om in het plaatselijk MI6-station te komen, waar Q een afluisterapparaatje in het ei stopt. Magda, een vrouwelijke helpster van Khan, verleidt Bond uiteindelijk (waarbij hij een tatoeage van een blauwgeringde octopus bij haar ontdekt) en steelt het ei, waarna Bond wordt ontvoerd naar Khans paleis. Bond ontsnapt uit zijn cel en ontdekt via het afluisterapparaatje dat Khan samenwerkt met Orlov, een generaal uit de Sovjet-Unie. Blijkbaar zitten zij achter de smokkel van de vervalste juwelen.
Bond ontsnapt aan Khan en Gobinda. Hij is erachter gekomen dat Khan contact heeft met een geheimzinnig paleis waar alleen vrouwen worden toegelaten. Bond dringt er binnen en ontdekt de betekenis van de tatoeëring: het eiland staat onder leiding van een vrouw die zichzelf Octopussy noemt. Zij sluit prompt vrede met Bond, die in een eerdere missie haar vader moest arresteren, maar hem de vernedering bespaarde. Orlov heeft Russische kunstschatten omgeruild voor vervalsingen, zodat Khan de juwelen via Octopussy's circus naar het westblok kan smokkelen. Een nieuwe aanval door beroepsmoordenaars leidt tot de dood van Vijay, maar Q redt Bond met een duikboot vermomd als krokodil.
Omdat Orlov en Khan elkaar in Karl-Marx-Stadt zullen ontmoeten, gaat Bond hier ook heen. Als hij de trein van het circus binnendringt (waarbij hij een van de messenwerpers uitschakelt), ontdekt hij dat Orlov en Khan de kist met de juwelen verwisselen voor een kist met een atoombom erin. Orlov wil de bom laten afgaan op een Amerikaanse basis in West-Duitsland, zodat het een ongeluk zal lijken. De generaal is ervan overtuigd dat dit zal leiden tot unilaterale ontwapening in het westen, zodat West-Europa open zal liggen voor een invasie. Bond gaat aan boord van de rijdende trein voordat deze de grens overgaat. Orlov probeert in paniek te volgen, maar wordt door Oost-Duitse grenswachten neergeschoten. KGB-generaal Gogol die de juwelensmokkel ontdekt heeft, arriveert te laat om achter Orlovs plan te komen. Bond raakt intussen op de trein in gevecht met Gobinda en de overlevende messenwerper en valt van de trein, zodat hij al liftend naar de basis moet zien te komen.
Bond legt de laatste kilometers af door een Alfa Romeo GTV6 te stelen, zodat hij de politie en later ook de bewakers van de basis achter zich aan krijgt. Hierop vermomt hij zich als clown en verstoort de show, omdat de bom onder het kanon van de levende kanonskogel zit, zodat hij de bom exact op het laatste moment onschadelijk kan maken. Octopussy gaat terug naar India om zich te wreken op Khan en valt met al haar vrouwen diens paleis binnen. Toch slaagt Khan erin haar te overmeesteren en als gijzelaar mee te nemen. Bond komt echter, met hulp van Q, ook binnenvallen en springt op Khans vliegtuig. Gobinda wordt van het vliegtuig gegooid en Bond saboteert een motor, waarna hij met Octopussy uit het vliegtuig springt als dit langs een bergtop scheert. Khan zelf verongelukt met het vliegtuig. Nu de zaak voorbij is, komt Gogol naar Londen om aan M uit te leggen dat de Sovjetregering alle betrokkenheid ontkent, maar wel de juwelen terug wil. Bond doet echter alsof hij zwaargewond is geraakt, zodat hij wat tijd met Octopussy kan doorbrengen.

## Herkomst van de titel

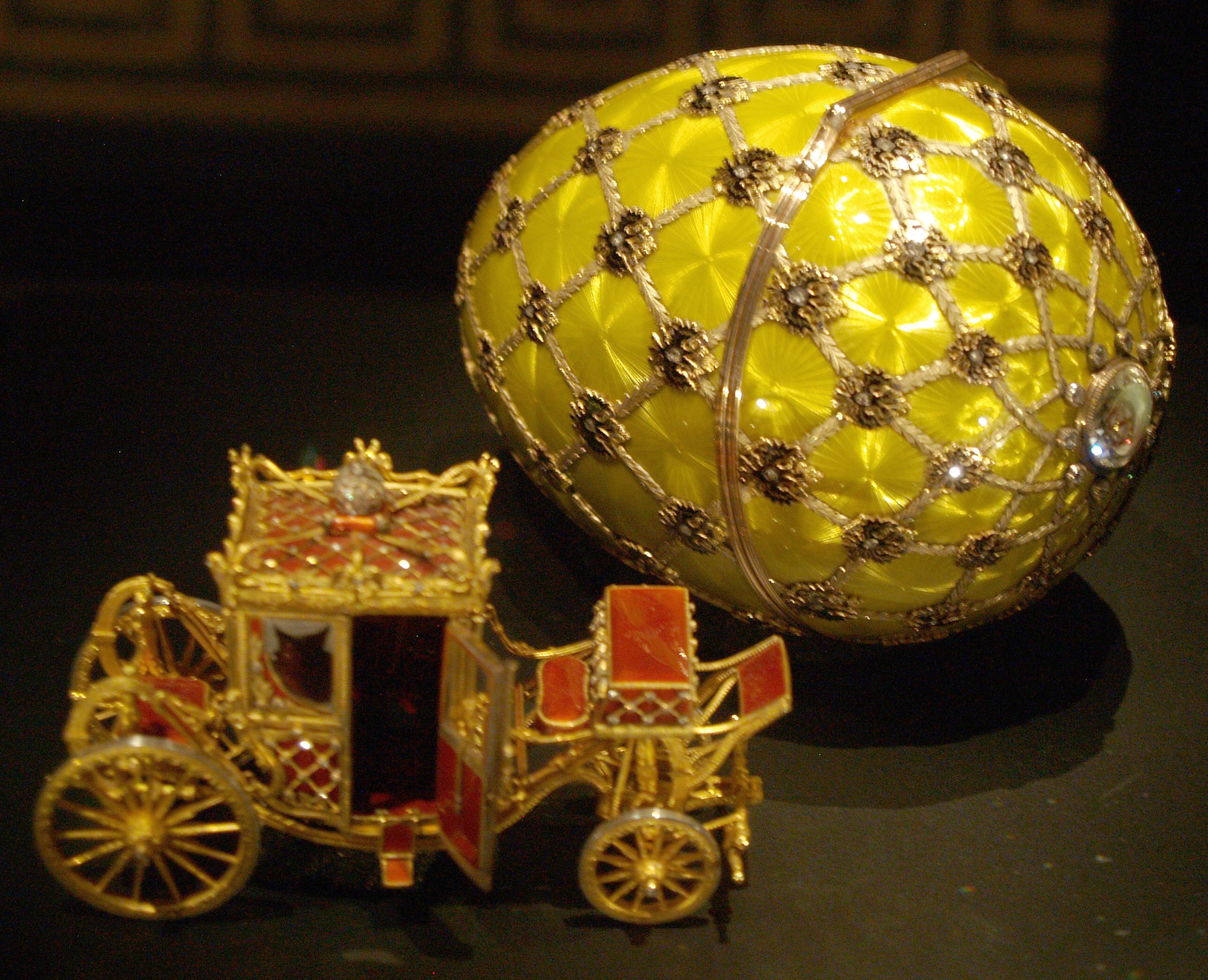
Het Kroningsei diende als inspiratie voor het Fabergé-ei in de film.

De naam van de film is gebaseerd op het korte verhaal Octopussy uit de bundel Octopussy and The Living Daylights van Ian Fleming. Het verhaal van de film heeft verder niks met dit boek te maken, maar er wordt wel één keer naar gerefereerd. In dezelfde verhalenbundel staat ook het verhaal The Property of a Lady. Hierin gebruiken de Russen een Fabergé-ei om een spion uit te betalen, dat ze via een veiling terugkopen. Een soortgelijke tactiek wordt ook in een van de eerste scènes van de film gebruikt.
In het boek Octopussy spoort Bond majoor Dexter Smythe op en beschuldigt hem van diefstal en moord. Bond laat hem de keus om óf zelfmoord te plegen óf om zich 24 uur later te laten arresteren. Smythe komt vervolgens in zijn onvoorzichtigheid om door een prik van een schorpioenvis. Vervolgens wordt hij aangevreten door een octopus die hij zelf getraind heeft en liefkozend Octopussy had genoemd. Dexter Smythe blijkt in de film de vader van Octopussy te zijn, maar zij bedankt Bond, omdat hij haar vader zelf een keus heeft gegeven. Later in de film komt een van de mannen van Kamal Khan om, doordat deze in z'n gezicht wordt gebeten door een blauwgeringde octopus.

## Zoektocht naar acteurs
Zoals hierboven gesteld was het oorspronkelijke plan om Roger Moore te vervangen als Bondacteur. Maud Adams, die al eerder als bondgirl had geacteerd hielp mee met de casting en nam een proefscene op met de Amerikaanse acteur James Brolin. Hij had de rol bijna gekregen. Eerder waren er al plannen dat Timothy Dalton de rol van Bond zou overnemen, maar dit ging ook niet door.
De rol van Octopussy was oorspronkelijk bedoeld als door en door slecht. Er waren meerdere vrouwen in de running. O.a. Sybil Danning, Faye Dunaway, maar deze bleek te duur en Bárbara Carrera, maar zij kreeg de rol van slechterik in Never Say Never Again. Uiteindelijk werd toch Maud Adams gekozen, ondanks dat ze al eerder bondgirl was geweest.

## Rolverdeling
| Acteur            | Personage                          |
| ----------------- | ---------------------------------- |
| Roger Moore       | James Bond                         |
| Lois Maxwell      | Miss Moneypenny                    |
| Desmond Llewelyn  | Q                                  |
| Robert Brown      | M                                  |
| Maud Adams        | Octopussy                          |
| Louis Jourdan     | Kamal Khan                         |
| Kristina Wayborn  | Magda                              |
| Walter Gotell     | Generaal Gogol                     |
| Geoffrey Keen     | Frederick Gray                     |
| Kabir Bedi        | Gobinda                            |
| Steven Berkoff    | Generaal Orlov                     |
| David Meyer       | Mischka                            |
| Tony Meyer        | Grischka                           |
| Michaela Clavell  | Penelope Smallbone                 |
| Vijay Amritraj    | Vijay                              |
| Douglas Wilmer    | Jim Fanning                        |
| Albert Moses      | Sadruddin                          |
| Andy Bradford     | 009                                |
| Philip Voss       | Veilingmeester                     |
| Cherry Gillespie  | Midge (Octopussy meisje)           |
| Suzanne Jerome    | Gwendoline (Octopussy meisje)      |
| Mary Stavin       | Octopussy meisje                   |
| Carole Ashby      | Octopussy meisje                   |
| Joni Flynn        | Octopussy meisje                   |
| Bruce Boa         | Amerikaanse generaal               |
| Paul Hardwick     | Sovjet-voorzitter                  |
| Peter Porteous    | Lenkin                             |
| Eva Reuber-Staier | Rublevitch (als Eva Rueber-Staier) |
| William Derrick   | Huurling met cirkelzaag jojo       |
| Jeremy Bulloch    | Smithers (als Jeremy Bullock)      |

## Filmlocaties

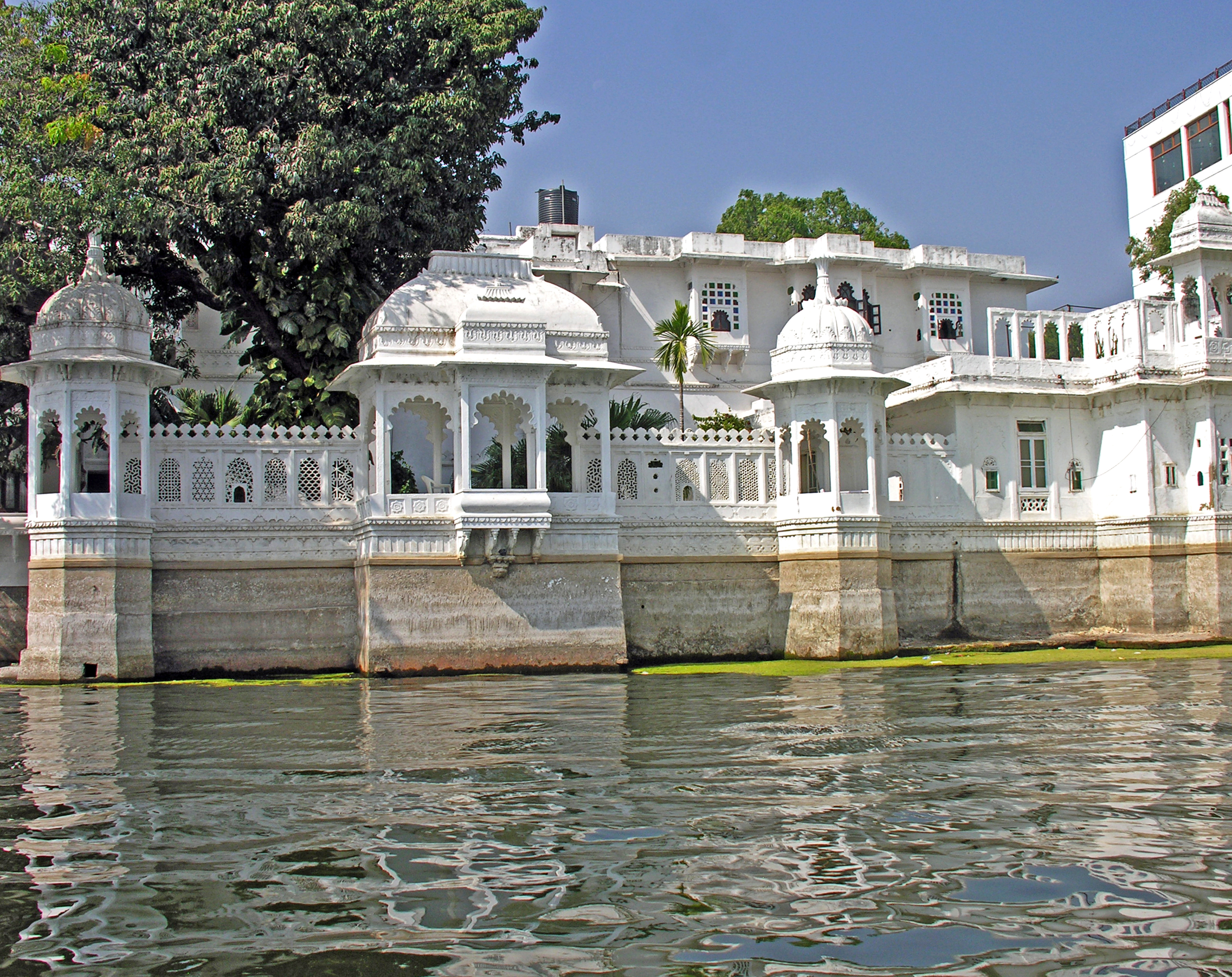
Het Lake Palace hotel in het Indiase Udaipur.

De film werd opgenomen in India, Duitsland, Engeland en de Verenigde Staten:
- Pinewood Studios in Londen, Engeland
- RAF Northholt in Londen, Engeland
- Nene Valley Railway in Petersborough, Engeland
- Shivniwas Hotel in Udaipur, India
- Lake Palace hotel in Udaipur, India
- Oost-Berlijn, Oost-Duitsland
- West-Berlijn, West-Duitsland
- Karl-Marx-Stadt (nu Chemnitz), Oost-Duitsland
- RAF Upper Heyford in Engeland

## Muziek
De originele filmmuziek werd gecomponeerd door John Barry. Bij de titelsong "All Time High" schreef Tim Rice de teksten en werd het lied gezongen door Rita Coolidge. Het werd in Nederland, tijdens de zomermaanden van 1983, een hit.

## Achtergronden en trivia
- Vijay Amritraj is in het echte leven een professionele tennisser. Vandaar dat hij zich tijdens een achtervolging met een tennisracket verdedigt en de omstanders heen en weer kijken alsof het een tenniswedstrijd is.
- Maud Adams speelde eerder een bondgirl in The Man with the Golden Gun uit 1974. Ook had ze een cameo in A View to a Kill uit 1985, waardoor ze als enige vrouw in drie verschillende Bondfilms zat (vaste rollen zoals Moneypenny niet meegerekend).
- Tijdens een take stelde Lois Maxwell haar assistente Miss Smallbone voor als Penelope Smallbush. Smallbone is overigens vernoemd naar een van de modellen die verscheen in het introductiefilmpje van The Spy Who Loved Me.
- Actrice Persis Khambatta (die in Nighthawks zij aan zij speelde met Rutger Hauer) was in de running voor een titelrol.
- Een van de Octopussy-girls is Miss World 1977 Mary Stävin, die daarmee haar filmdebuut maakte.
- Wanneer Bond de tralies ombuigt na ze bewerkt te hebben met een zuur, wordt er een klein stukje muziek uit de film Superman gespeeld.
- Het spelletje backgammon was oorspronkelijk bedoeld voor The Spy Who Loved Me en moest plaatsvinden tussen Max Kalba en Bond (de raad van Khan om het geld snel uit te geven komt overigens uit de roman Moonraker). De messengooiende tweeling was eerst bedoeld voor Moonraker.
- Dit is de laatste Bondfilm waarin aan het einde de titel van de volgende film verschijnt. De volgende film, A View to a Kill stond foutief vermeld aan het einde van deze film, namelijk onder de naam From A View To A Kill. Aan het einde van The Spy Who Loved Me stond ook al onterecht For Your Eyes Only, in plaats van Moonraker. Waarschijnlijk zagen de makers van de films in dat het daarom niet zo handig is om meteen al de naam van de volgende film te vermelden.
- In 1983 werd een stripboek uitgegeven gebaseerd op de film Octopussy. Het stripboek werd geschreven door Steve Moore en getekend door Paul Neary.
- In deze film schiet Bond niet met de Walther PPK, maar met de Walther P5.
- Het verhaal werd gepubliceerd in de maart- en aprilnummers van het blad Playboy in 1966.
- Tijdens een pauze heeft Roger Moore enkele scenes geschoten voor de film Curse of the Pink Panther.
- Naast Roger Moore in Octopussy en Sean Connery in Never Say Never Again keerde ook George Lazenby terug in 1983 als James Bond in de televisiefilm The Return of the Man from U.N.C.L.E. Hoewel hij officieel niet bij naam als Bond werd genoemd, was zijn personage ‘JB’ een duidelijke knipoog naar zijn rol in On Her Majesty's Secret Service.